# Hilde Nöbl
Hilde Nöbl (* 25. Jänner 1912 in Innsbruck; † 24. Oktober 2001 ebenda) war eine österreichische Malerin.

## Leben und Werk
Hilde Nöbl erhielt ihren ersten künstlerischen Unterricht in den Jahren 1920 bis 1930 bei Max von Esterle und in der Malschule Toni Kirchmayrs in Innsbruck sowie als Gastschülerin der Bildhauerklasse von Hans Pontiller an der Innsbrucker Staatsgewerbeschule. 1944/45 und 1951/52 studierte sie an der Akademie der Bildenden Künste Wien bei Sergius Pauser, Herbert Boeckl und Albert Paris Gütersloh. 1952 hielt sie sich mit einem Stipendium des Französischen Kulturinstituts in Paris auf. Anschließend lebte sie als freischaffende Künstlerin in Innsbruck. Sie gewann Preise bei öffentlichen Wettbewerben für künstlerischen Wandschmuck, unter anderem 1953 für ein Mosaik in der medizinischen Klinik in Innsbruck.
Hilde Nöbl entwickelte ihre Bildsprache zu einer Reduktion von Form und Farbe, die von Klarheit und Ruhe bestimmt wird. Ihre Werke, zu denen Stillleben, Landschaften und Porträts zählen, sind Kompositionen aus großen, farbigen, von schwarzen Linien begrenzten Formen an der Grenze zur Abstraktion. Die Farben beschränken sich auf wenige, kontrastierende Töne, die vom Fauvismus beeinflusst sind. Ihre Werke werden unter anderem im Tiroler Landesmuseum aufbewahrt.
In ihrer Jugend war Hilde Nöbl zudem als Speerwerferin im Innsbrucker AC aktiv. 1928 erzielte sie am Innsbrucker Tivoli eine Weite von 39,40 m, was Weltrekord bedeutet hätte. Da sich bei der Nachkontrolle herausstellte, dass der Speer um 1 cm zu kurz war, wurde dieser aber nicht anerkannt.

## Auszeichnungen
- Preis der Stadt Innsbruck beim 5. Österreichischen Graphikwettbewerb, 1956
- Preis der Landeshauptstadt Innsbruck für künstlerisches Schaffen, 3. Preis Malerei, 1958[4]
- Ehrenzeichen für Kunst und Kultur der Stadt Innsbruck, 1982[5]
- Berufstitel Professor, 1982